# Клончно
Клончно (пол. Kłączno, нім. Klonschen, 1937-45: Ulrichsdorf) — село в Польщі, у гміні Студзениці Битівського повіту Поморського воєводства.
Населення — 137 осіб (2011).
У 1975-1998 роках село належало до Слупського воєводства.

## Демографія
Демографічна структура станом на 31 березня 2011 року:
|          | Загалом | Допрацездатний вік | Працездатний вік | Постпрацездатний вік |
| -------- | ------- | ------------------ | ---------------- | -------------------- |
| Чоловіки | 61      | 12                 | 43               | 6                    |
| Жінки    | 76      | 11                 | 48               | 17                   |
| Разом    | 137     | 23                 | 91               | 23                   |